# Muralha de Anastácio
A Muralha Anastasiana (em grego: Αναστάσειο Τείχος; Anastasius Suru), Muro de Anastácio ou Longas Muralhas da Trácia (em grego: Μακρά Τείχη της Θράκης; em turco: Uzun Duvar) é uma antiga fortificação de pedra e turfa localizada 65 km a oeste de Istambul, na Turquia, construída pelos bizantinos durante o final do século V. A data de sua construção é incerta e motivo de debate: autores como B. Croke veem-na como uma construção do imperador Anastácio I Dicoro (r. 491-518), enquanto outros como M. Whitby encaram que teria sido construída após 447 e, em decorrência de avarias provocadas por um terremoto em 478, foi reconstruída por Anastácio entre 495 e 505.
Segundo R. M. Harrison originalmente possuía ca. 45 km de comprimento, e se estendia da costa do mar Negro até a região de Selímbria (atual Silivri). As seções preservadas indicam que tinha 3.30 metros de largura e 5 de altura. Foi erigida com uma dura argamassa rosada com nódulos de tijolo em uma técnica diferente daquelas usadas nos muros do século V de Constantinopla; possuía torres, fortes com portas e um fosso externo. Segundo o prefácio da novela 26 de Justiniano (r. 527-565), havia dois vigários responsáveis pela muralha: um para assuntos militares, e outro para a administração civil; mais tarde o oficial encarregado pela manutenção da muralha foi o conde da muralha (komes ton teicheon).